# Trichosalpinx mathildae
Trichosalpinx mathildae là một loài thực vật có hoa trong họ Lan. Loài này được (Brade) Toscano & Luer miêu tả khoa học đầu tiên năm 1993.